# Анхесенамон
Анхесенамон (егип. ˁnḫ-s-n-imn, «Она живёт для Амона»), также известная как Анхесенпаамун, Анхесенпаатон, Анхесенпаамон, Анхесенатон (XIV век до н. э.) — египетская царица XVIII династии, главная супруга Тутанхамона, третья дочь фараона Эхнатона и его жены Нефертити.

## Анхесенатон
|                   |            |     |         |     |
| \| \| \| \| \| \| |            |     |         |     |
|                   |            |     |         |     |
| i                 | t · n · ra | S34 | S29 · n | G40 |

| i | t · n · ra | S34 | S29 · n | G40 |

|                   |            |     |         |     |
| \| \| \| \| \| \| |            |     |         |     |
|                   |            |     |         |     |
| i                 | t · n · ra | S34 | S29 · n | G40 |

| i | t · n · ra | S34 | S29 · n | G40 |

|                   |            |     |         |     |
| \| \| \| \| \| \| |            |     |         |     |
|                   |            |     |         |     |
| i                 | t · n · ra | S34 | S29 · n | G40 |

| i | t · n · ra | S34 | S29 · n | G40 |

|                   |            |     |         |     |
| \| \| \| \| \| \| |            |     |         |     |
|                   |            |     |         |     |
| i                 | t · n · ra | S34 | S29 · n | G40 |

| i | t · n · ra | S34 | S29 · n | G40 |

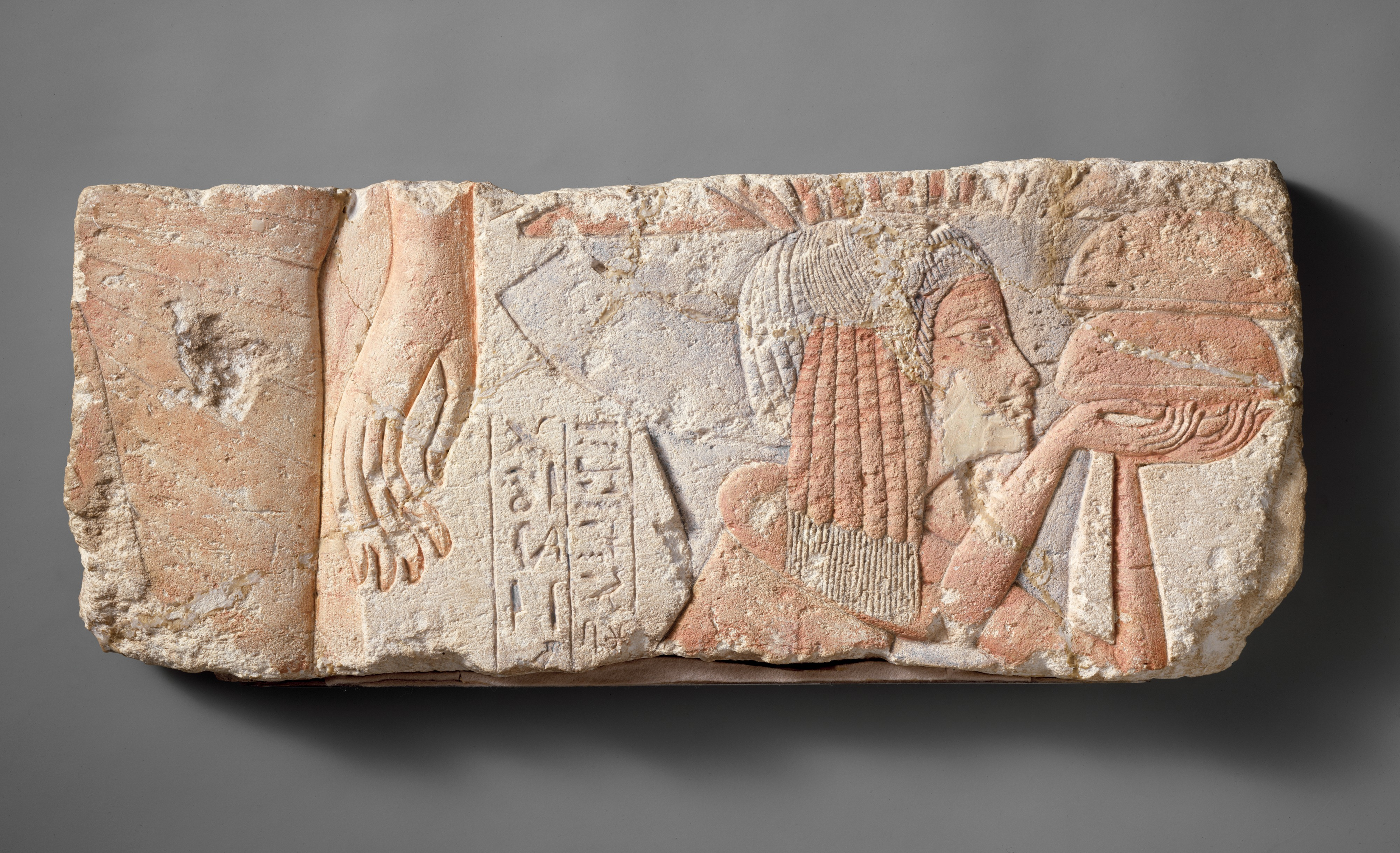
Талатат с изображением кормилицы царской дочери Анхесенпаатон - Тиа

Анхесенатон была третьей из шести достоверно известных дочерей фараона Эхнатона и его главной жены Нефертити. Её сёстрами были: Меритатон, Макетатон, Нефернефруатон-ташерит, Нефернефрура, Сетепенра.
Принцесса родилась после 6-го года правления (возможно, на 7 или 8) Эхнатона и получила имя Анхесенпаатон («Она живёт благодаря Атону»). О её ранних годах жизни известно мало. В сравнении с родными сёстрами, лишь имя кормилицы (егип. menat) Анхесенпаатон сохранилось — её звали Тиа (талатат в Метрополитен-музее).
Проводя религиозную реформу, Эхнатон выстроил новую столицу Ахетатон (совр. Телль-эль-Амарна), где и прошло детство принцессы. Вероятно, она жила либо в Главном, либо в Северном дворце, принадлежавшем её матери царице Нефертити.

Рождённая до завершения строительства новой столицы Ахетатона, Анхесенпаатон предстаёт на многих амарнских рельефах и носит традиционный для принцессы титул: «Дочь фараона от плоти его, любимая им, Анхесенпаатон, рождённая великой женой царя, любимой им Нефер-неферу-Атон-Нефертити, живи она вечно, вековечно (егип. nsw-sn.t h.t-f mr.t-f ˁnḫ-s-n-itn-rˁ ms-n nsw-tḫm.t-wr.t mr.t-f nfr-nfr.w-itn-nfr.t-jty ˁnḫ-ti ḏt-nḫḫ)».
|                                  |     |     |     |     |               |     |     |         |    |
| \| \| \| \| \| \| \| \| \| \| \| |     |     |     |     |               |     |     |         |    |
|                                  |     |     |     |     |               |     |     |         |    |
| F35                              | F35 | F35 | F35 | M17 | X1 · N35 · N5 | F35 | M18 | X1 · Z4 | B1 |

| F35 | F35 | F35 | F35 | M17 | X1 · N35 · N5 | F35 | M18 | X1 · Z4 | B1 |

|                                  |     |     |     |     |               |     |     |         |    |
| \| \| \| \| \| \| \| \| \| \| \| |     |     |     |     |               |     |     |         |    |
|                                  |     |     |     |     |               |     |     |         |    |
| F35                              | F35 | F35 | F35 | M17 | X1 · N35 · N5 | F35 | M18 | X1 · Z4 | B1 |

| F35 | F35 | F35 | F35 | M17 | X1 · N35 · N5 | F35 | M18 | X1 · Z4 | B1 |

На памятниках последних лет правления Эхнатона принцесса Анхесенатон предстаёт с девочкой Анхесенатон-ташерит на руках. Надписи сообщают, что это ребёнок фараона. Этот факт стал поводом для построения теории, согласно которой, после отстранения Нефертити, смерти второй супруги Кийи и дочери Макетатон, Эхнатон взял в жёны малолетнюю Анхесенпаатон в надежде родить наследника. Впоследствии эта теория была опровергнута более точной датировкой памятников, указавших на то, что царевне было в то время всего 6-8 лет. На памятниках также обнаружены следы переделки. Имена другой жены Эхнатона Кийи и её дочери заменялись именами старших оставшихся в живых царевен Меритатон и Анхесенатон.

## Анхесенамон
|                |        |     |       |
| \| \| \| \| \| |        |     |       |
|                |        |     |       |
| i              | mn · n | anx | s · n |

| i | mn · n | anx | s · n |

|                |        |     |       |
| \| \| \| \| \| |        |     |       |
|                |        |     |       |
| i              | mn · n | anx | s · n |

| i | mn · n | anx | s · n |

|                |        |     |       |
| \| \| \| \| \| |        |     |       |
|                |        |     |       |
| i              | mn · n | anx | s · n |

| i | mn · n | anx | s · n |

|                |        |     |       |
| \| \| \| \| \| |        |     |       |
|                |        |     |       |
| i              | mn · n | anx | s · n |

| i | mn · n | anx | s · n |

После смерти Эхнатона власть перешла к Сменхкаре, а с его скоропостижной смертью — к некой царице, взявшей тронное имя Анкхетхеперура, возлюбленная Ваенра (=супругом) Нефернефруатон. Ею могла быть Нефертити, либо Меритатон (вдова Сменхкары), либо даже Нефернефруатон-ташерит. Личность Нефернефруатон иногда объединяют с безымянной царицей из хеттских источников, где она называется Дахамунцу; либо же письма Дахамунцу исходили от вдовствующей Анхесенамон десятилетием позже. Нефернефруатон могла оставаться регентшей при малолетнем Тутанхамоне, взошедшем на престол в возрасте около 10 лет.

### Правление Тутанхамона

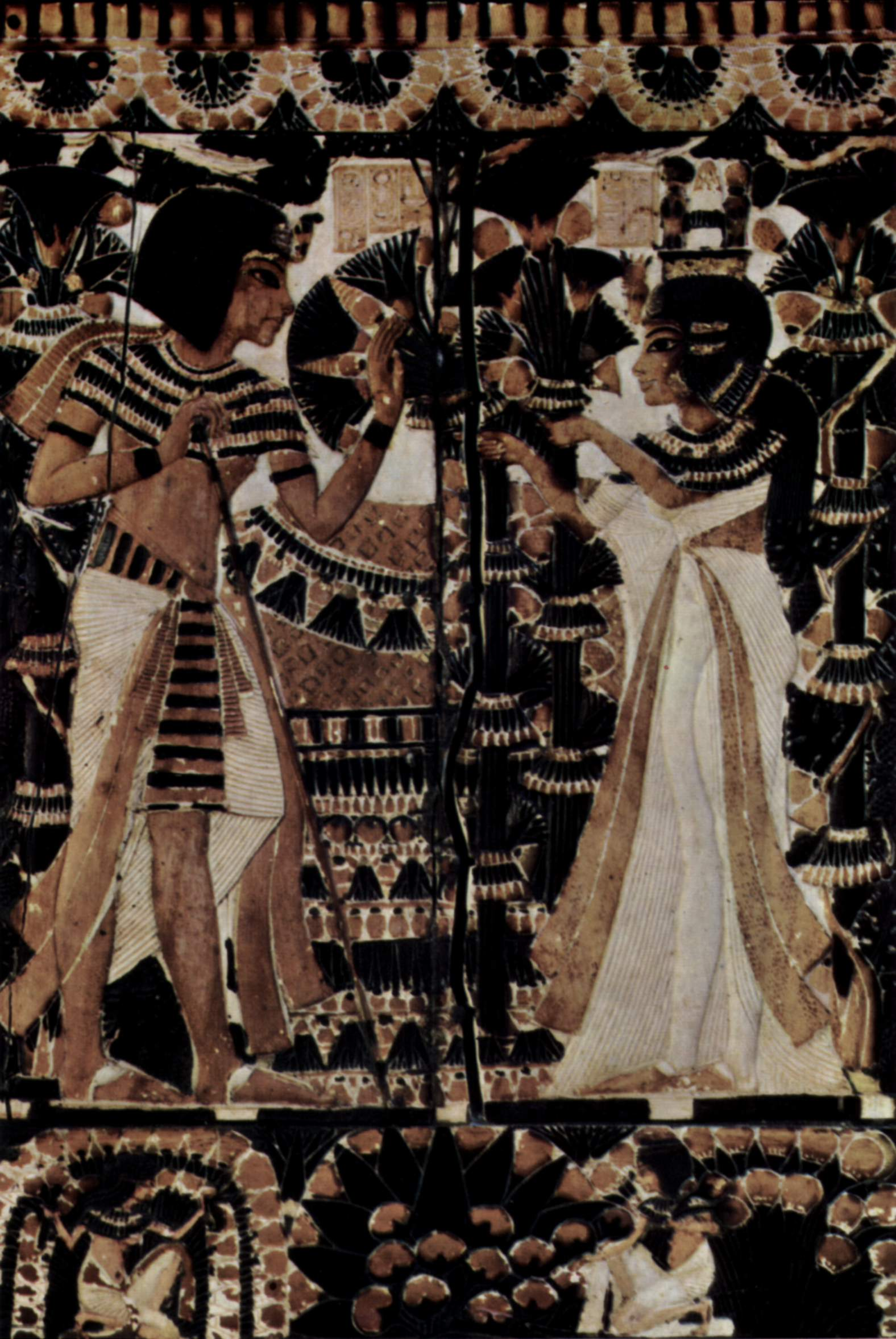
Анхесенамон дарит цветы Тутанхамону. Фрагмент сундука.

У третьей по старшинству принцессы Анхесенпаатон было мало шансов стать царицей, но в связи со смертью или исчезновением матери Нефертити, смертью мачехи Кийи и старших сестёр, Анхесенпаатон стала логичным выбором в качестве супруги принца Тутанхатона, возможно, последнего выжившего представителя мужского пола в роду. В каком родстве состояли супруги установить сложно из-за недостатка сведений о родителях Тутанхамона. В этом союзе появились две мертворождённые дочери, найденные в его гробнице KV62.
На втором году правления юного фараона царственная чета во славу возрождающемуся культу Амона изменила свои прежние имена. Анхесенатон  («Она живёт для Атона») превратилась в Анхесенамон («Она живёт для Амона»). Тутананхамон легитимизировал своё правления, назвав себя прямым наследником фараона Аменхотепа III (своего деда), а Эхнатона провозгласил отступником.
Исчезнувший в конце правления Эхнатона и отсутствовавший в документах при Сменхкаре визирь (чати) Эйе вновь появляется в документах в качестве наставника молодой царствующей пары. Вероятно, бывший жрец Амона Эйе определял политику государства и принимал решения в течение того времени, пока фараон и царица были юны.
Многочисленные изображения Анхесенамон в период правления её супруга на общественных памятниках и предметах из его гробницы указывают на её высокое влияние. Многие из памятников позже были узурпированы последующими фараонами. Некоторые надписи с именем Анхесенамон позже были заменены на имя Мутнеджмет, супруги Хоремхеба.

### Вдовство
После смерти Тутанхамона в возрасте около 19 лет, события жизни Анхесенамон спорны в связи с недостатком данных.

Имеется предположение, что Анхесенамон можно идентифицировать с безымянной египетской царицей, фигурирующей в хеттских источниках как Дахамунцу (искажённое от «та-хемет-несу» (егип. t3-ḥm.t-nsw) - «царская жена»). Опасаясь того, что ей придётся вступить в неравный брак, в конце лета Дахамунцу написала просьбу правителю хеттов Суппилулиуме I - прислать сына ей в мужья:
... Муж у меня умер, сына же у меня нет. У тебя же, сказывают, много сыновей. Если ты дашь мне одного твоего сына, (то) он станет моим мужем. Никогда я не возьму своего подданного и не сделаю его своим мужем!
Суппилулиума I удивился просьбе и отправил своего посланника Хаттусацити к египетскому двору удостовериться в искренности просьбы. Весною в Хаттусу вернулся Хаттусацити с египетским послом Хани, который передал ответ своей царицы:
Почему ты так говоришь: ‘Уж не обманывают ли они меня?’ Если бы у меня был сын, разве я написала бы в другую страну о своём собственном унижении (и) унижении моей страны? И ты мне не поверил и даже так говоришь мне! Тот, кто был моим мужем, умер. Сына у меня нет. Никогда я не возьму своего подданного и не сделаю его своим мужем! Ни в какую другую страну я не написала, а написала (только) тебе! У тебя, сказывают, много сыновей. Дай мне одного твоего сына и мне он будет мужем, а в Египте он (будет) царём!
Даже получив подтверждение из Египта, Суппилулиума I опасался мести египтян за отторгнутые в войне территории и долго раздумывал. В конце концов Суппилулиума I принял решение и отправил в Египет одного из своих сыновей Заннанзу, надеясь на восстановление дружеских отношений между государствами. При этом, правитель хеттов надеялся расширить своё влияние через такой брак. Но вскоре ко двору Суппилулиумы I пришли тревожные вести о смерти Заннанзы. Как считают некоторые египтологи, убийство Заннанзы могло быть делом рук тех сил, которым «было невыгодно укрепление власти Анхесенпаамун, и прежде всего Эйе, а также полководцу Хоремхебу, руководившему борьбой Египта с хеттской экспансией в Сирии в годы царствования Тутанхамуна». Суппилулиума I разгневался и обвинил в убийстве сына египтян. Иносказательно он пишет, что «сокол разорвал маленького цыплёнка». В этом выражении ряд учёных видит намёк на виновность Хоремхеба, в имени которого содержится имя сокологолового бога Гора.
Сохранилось кольцо, на котором имена фараона Эйе и царицы Анхесенамон заключены в картуши и стоят рядом. Возможно, Эйе вступил в брак с Анхесенамон, узаконив тем самым притязания на престол. В правление Эйе его женой называется Тэи, а имя Анхесенамон более не упоминается.

## Место погребения и мумия
Мумия Анхесенамон не идентифицирована. Анализ ДНК двух женских мумий из гробницы KV21, проведённый в феврале 2010 года, подтвердил, что они принадлежали к XVIII династии египетских фараонов. Высказывались предположения, что одна из них может принадлежать Анхесенамон.
Так как открытая в 2005 году гробница KV63 располагается рядом с гробницей Тутанхамона (KV62), то появилась версия, что её строили для Анхесенамон. Внутри найдены саркофаги с вырезанным женским силуэтом, одежды, украшения. На осколках керамики читается «паатен», что отсылает к первому имени царицы Анхесенпаатен. Мумии нет.

## Образ в культуре

### В литературе
- В книге Кристиана Жака «Нефертити и Эхнатон: Солнечная чета», 2006.
- В книге Мишель Моран «Нефертити», 2010.
- В книге Ника Дрейка «Тутанхамон. Книга теней», 2011.
- Перипетии перехода власти от Эхнатона до Хоремхеба описаны в трилогии Жеральда Мессадье[фр.] «Бури на Ниле».

### В кинематографе
- Её имя использовалось в классическом фильме 1932 года «Мумия», вышедшем на волне египтомании после открытия гробницы Тутанхамона. Роль исполнила Зита Йоханн. В фильмах «Мумия» (1999) и «Мумия возвращается» (2001) роль египтянки Анкхсунамун исполнила Патрисия Веласкес.
- 2007 — мультфильм «Принцесса солнца» (Франция)[23].
- Канадо-американский мини-сериал из шести эпизодов «Тут» (2015) основан на жизни египетского фараона Тутанхамона. Роль Анхе исполнила Сибилла Дин.